# Obesumbacterium
Genre
Obesumbacterium est un genre de bacilles Gram négatifs de la famille des Hafniaceae. Son nom, composé du latin obesum (obèse, épais) et du néolatin bacterium (bacille), peut se traduire par « bacille épais ». Il fait référence à la morphologie de ces bactéries.
En 2022 c'est un genre monospécifique, la seule espèce connue Obesumbacterium proteus (Shimwell and Grimes 1936) Shimwell 1963 étant également l'espèce type du genre.